# Laroque-d’Olmes
Laroque-d’Olmes (okzitanisch La Ròca d’Òlmes) ist eine südfranzösische Gemeinde mit 2414 Einwohnern (Stand 1. Januar 2022). Sie liegt im Département Ariège in der Region Okzitanien.

## Lage
Die Gemeinde liegt im Pyrenäenvorland im Tal des Flusses Touyre auf einer Höhe von etwa 450 Metern ü. d. M. Von Carcassonne ist der Ort ca. 65 Kilometer (Fahrtstrecke) in südwestlicher Richtung entfernt; die sehenswerte Bastide Mirepoix liegt auf dem Weg (ca. 20 Kilometer nördlich). Die nächstgrößere Stadt ist Foix (ca. 30 Kilometer westlich).

## Wirtschaft
Im ausgehenden Mittelalter war Laroque ein Zentrum der Tuchweberei, was sich interessanterweise auch in den zum Teil dokumentierten Wegezöllen und Schutzgeldern der Straßenräuber niederschlägt, die – als ehemaliger Söldner – in der Endphase des Hundertjährigen Krieges (1337–1453) arbeitslos geworden waren und nun auf andere Weise für ihren Lebensunterhalt sorgen mussten. Das frühe 19. Jahrhundert sah – unter der Ägide der Familien Sage und Maurel – eine Wiederbelebung der Textilherstellung, doch gegen Ende des Jahrhunderts bevorzugte man allenthalben feinere und leichtere Textilien als das in Laroque hergestellte strapazierfähige 'Leinenleder'. Auch heute spielt die Textilherstellung für Kfz-Sitzbezüge eine wichtige Rolle im Wirtschaftsleben der Stadt. Daneben fungierte die Stadt als Handwerks- und Handelszentrum für die Landwirtschaft in der Umgebung.

## Geschichte
Erstmals wird der Ort im Jahre 1002 als Vasall der Grafschaft Foix erwähnt; gegen Ende des 11. Jahrhunderts gehört er dann zur Vizegrafschaft Carcassonne. Im Jahr 1163 wird in der Kirche von Laroque ein Versöhnungsvertrag zwischen dem Grafen Raimund V. von Toulouse und seinem Rivalen Raimund I. Trencavel, dem Vizegrafen von Carcassonne und Béziers geschlossen. Im Rahmen des Albigenserkreuzzugs wird die Burg des Ortes im Jahre 1212 zerstört; der Platz wird von Simon de Montfort an Guy I. de Lévis, einen seiner Befehlshaber, der aus der Île-de-France stammte, zugesprochen.
Die Zeit des wieder an Boden gewinnenden Katholizismus war eine Blütezeit für Laroque und man errichtete im 14. Jahrhundert mehrere Kirchen zu Ehren der Gottesmutter Maria. Von Zerstörungen und Plünderungen während des Hundertjährigen Krieges blieb der Ort – abgesehen vom zunehmenden Unwesen der Straßenräuber – weitgehend verschont.
Gleich zu Beginn der Hugenottenkriege (1562–1598) wird die von protestantischen Orten umgebene Stadt angegriffen, in Brand gesetzt und in großen Teilen zerstört. Die ehemalige Stadt verlor etwa zwei Drittel ihrer ehemals 4000 bis 5000 Einwohner und erholte sich lange Zeit nicht; im Jahre 1854 raffte überdies eine Cholera-Epidemie viele Menschen dahin.

### Bevölkerungsentwicklung
| Jahr      | 1968 | 1975 | 1982 | 1990 | 1999 | 2008 | 2017 |
| Einwohner | 2894 | 3114 | 3124 | 3106 | 2657 | 2705 | 2433 |

Zu Beginn des 20. Jahrhunderts zählte der Ort mehr als 4000 Einwohner.

## Sehenswürdigkeiten

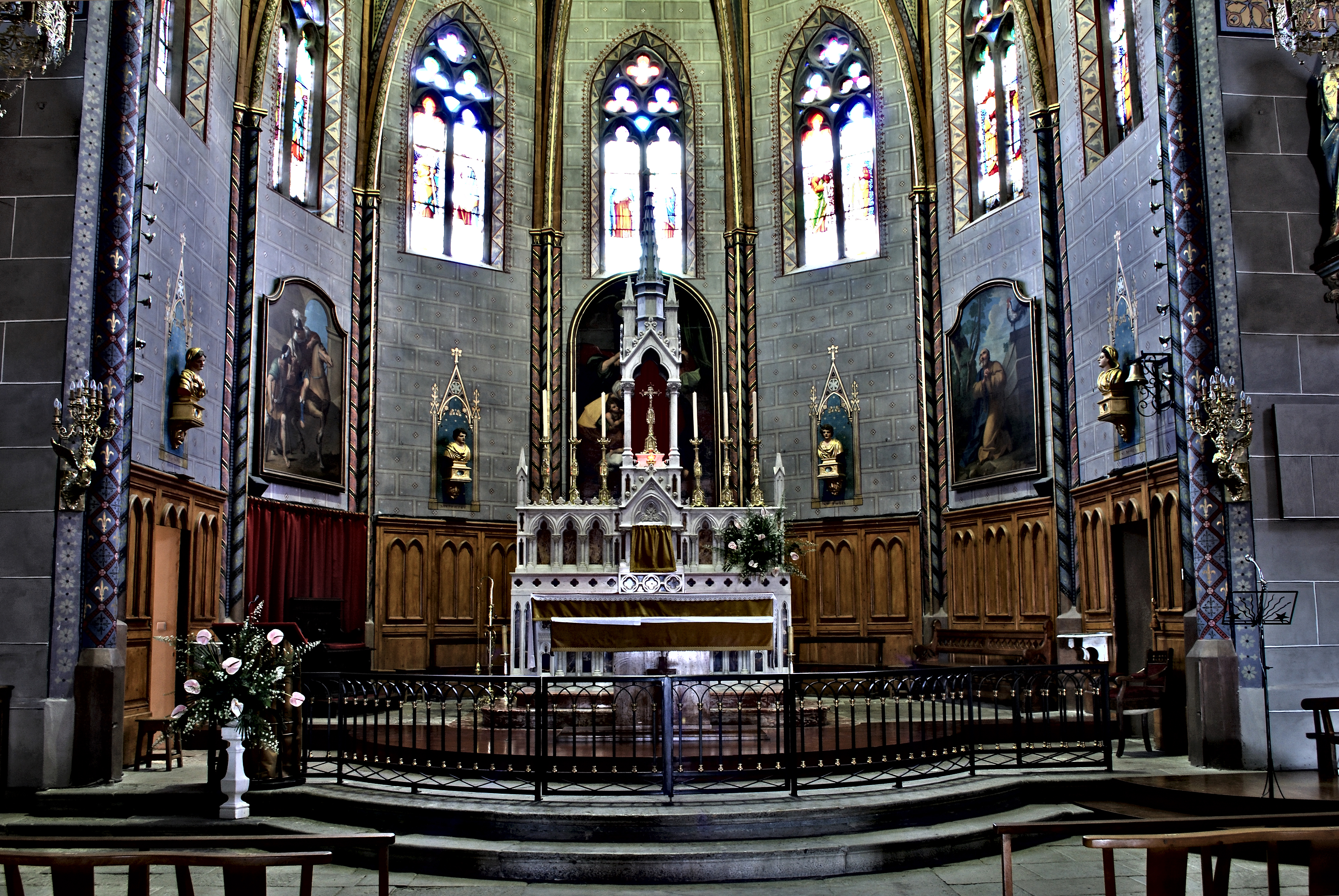
Église Saint-Martin oder Église du Saint-Sacrement

- Die große einschiffige Pfarrkirche (ehemals Église Saint-Martin; heute Église du Saint Sacrement) war eine ehemalige Prioratskirche der Abtei St-Sernin de Toulouse. Ihr von einem schmucklosen viereckigen Untergeschoss in ein Oktogon übergeführter Turm schließt ab mit einer neuzeitlichen – beinahe kronenartigen – Brüstung mit steinernen Lilienaufsätzen und acht seitlich vorspringenden Wasserspeiern; er überragt den Ort. Links des Seitenportals finden sich ein in Stein gemeißeltes Wappen und ein aufgerolltes Pergament, welches ehemals vielleicht eine Inschrift trug. Das Innere besteht aus einem breiten und von einer auf Gurtbögen ruhenden Holzdecke überspannten Schiff mit seitlichen Kapellen. Sehr großzügig ist die 7-fach gebrochene und von einem gotischen Rippengewölbe überspannte Apsis mit ihrem Altar und einer hölzernen Wandverkleidung. Der Kirchenbau und ein ins Jahr 1630 datiertes Taufbecken sind seit 2001 als Monuments historiques[1]  eingetragen.
- Eine auf einem Hügel oberhalb der Stadt und etwa 1,5 Kilometer vom Ortszentrum entfernt liegende Kapelle (Chapelle Saint-Roch) wurde kurz nach dem Ende der Pestepidemie von 1548/9 zu Ehren des Hl. Rochus, dem Schutzpatron der Pestkranken und Aussätzigen, erbaut. Über dem Eingangsportal auf der Südseite ist ein Stadtwappen angebracht.